# George Davidsohn

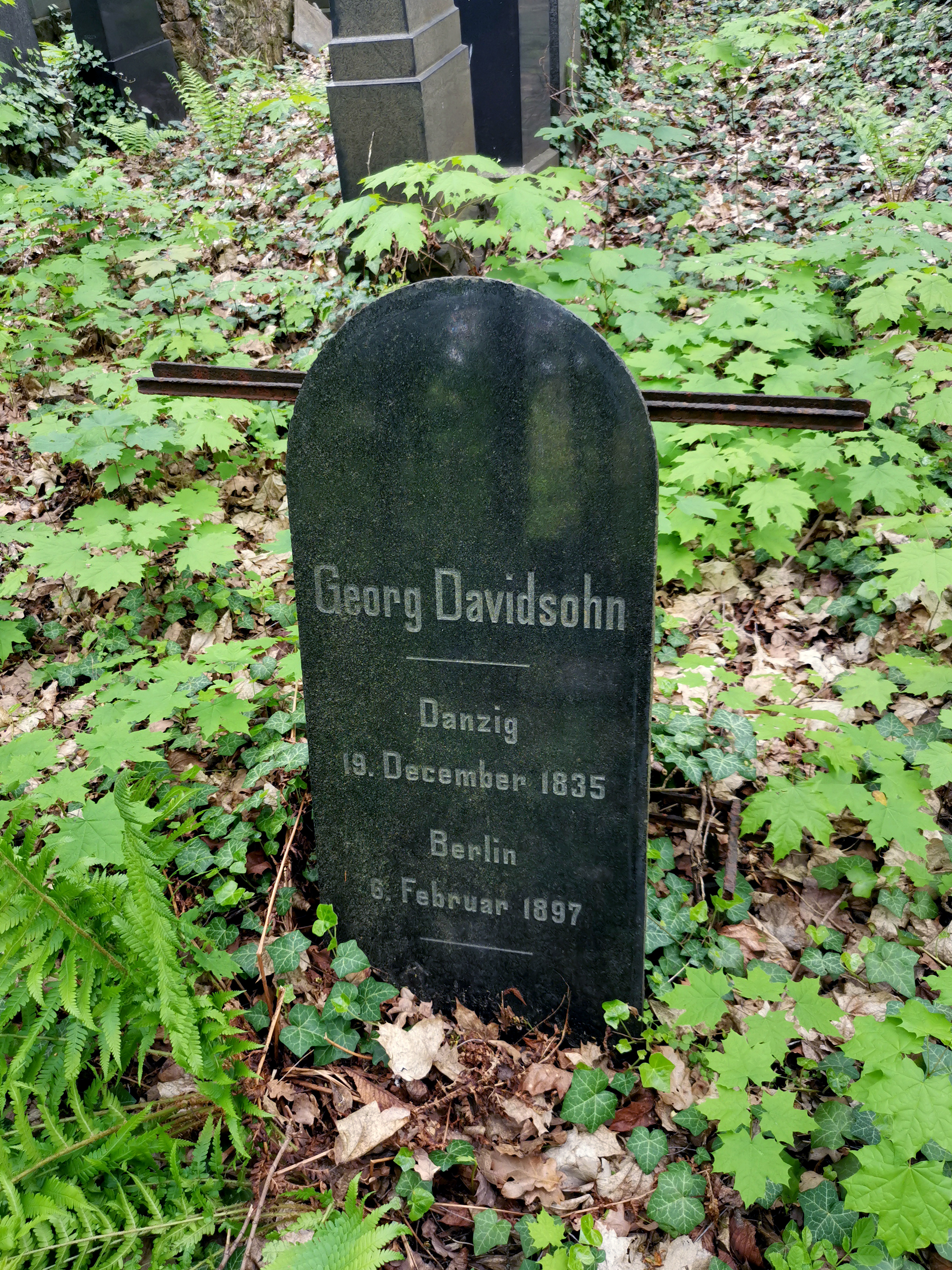
Grab auf dem Jüdischen Friedhof Berlin-Weißensee, Feld L 1

George Davidsohn (geb. 19. Dezember 1835 in Danzig; gest. 6. Februar 1897 in Berlin) war ein deutscher Journalist. Er war Gründer und Chefredakteur des Berliner Börsen-Couriers.

## Lebensweg
George Davidsohn stammt aus einer jüdischen Familie. Seine Eltern waren der Textilkaufmann Heÿmann Moses Davidsohn (geb. 1. November 1801 in Stolzenberg bei Danzig, gest. 20. Januar 1871) und seine Ehefrau Amalie Davidsohn, geb. Rosenberg (geb. 3. April 1814 oder 26. März 1815 in Kulm an der Weichsel, gest. 16. Aug. 1889 in Heringsdorf an der Ostsee). Das Paar heiratete 1834 und bekam acht Kinder, vier Mädchen und vier Jungen. Unter George Davidsohns drei Brüdern war der Historiker Robert Davidsohn (1853–1937). Der um achtzehn Jahre jüngere Robert Davidsohn stand George Davidsohn offenbar am nächsten unter seinen sieben Geschwistern.
Nach Abschluss seiner Schulzeit auf der Petrischule in Danzig ging George Davidsohn bei einem Getreidehandel in die kaufmännische Lehre. Nach deren Beendigung war er bei einer Speditionsfirma in Königsberg in Preußen angestellt.
Davidsohn ging 1856 nach Berlin, wo er zunächst als Berichterstatter über Wirtschaftsthemen für verschiedene Zeitungen arbeitete. Im Jahr 1860 trat er in die Redaktion der „Berliner Börsen-Zeitung“ ein. Für diese Zeitung schuf Davidsohn eine feuilletonistische Sonntagsbeilage mit dem Titel „Die Börse des Lebens“. Ebenfalls 1860 übernahm Davidsohn den Vorsitz des Vereins junger Kaufleute „Vorwärts“, der zur „geistigen Fortentwicklung seiner Mitglieder“ regelmäßig „Vorlesungen bedeutender Männer der Wissenschaft“ veranstaltete.
George Davidsohn galt als sehr fähiger und tüchtiger Journalist. 1868 gründete er den bis 1934 bestehenden „Berliner Börsen-Courier“. In dieser Tageszeitung verband Davidsohn die Wirtschafts- und Handelsberichterstattung mit einer breiten Würdigung des kulturellen Lebens. Mit diesem Konzept hatte der „Börsen-Courier“ Erfolg auf dem Berliner Zeitungsmarkt. Ab dem 1. Oktober 1868 erschien die Zeitung regelmäßig mit der als Feuilleton konzipierten Sonntagsbeilage „Die Station“, vom 1. Januar 1869 an wurde sie zweimal täglich, als Morgen- und Abendausgabe, geliefert. Seinen eigenen kulturellen Interessen gemäß räumte George Davidsohn Theater, Literatur und vor allem Musik viel Platz in seiner Zeitung ein und schrieb auch selbst Theater- und Musikkritiken. Davidsohn machte sich einen Namen als engagierter Förderer der Musik Richard Wagners. Der aus einer jüdischen Familie stammende Davidsohn gilt in der Berliner Presse als der erste, der sich für diesen antisemitischen Komponisten einsetzte. Davidsohn war mit dem jüdischen Pianisten und Komponisten Carl Tausig befreundet, der ebenfalls ein Anhänger Richard Wagners war. Nach dem frühen Tod Tausigs übernahm Davidsohn die Führung des von Tausig mitbegründeten Patronatsvereins zur Finanzierung der Bayreuther Festspiele und wurde Vorsitzender des ersten Berliner Wagner-Vereins. Daneben unterhielt Davidsohn auch persönliche Kontakte zu den Komponisten Franz Liszt, Engelbert Humperdinck und Gustav Mahler. Eine enge Freundschaft verband ihn mit dem Komponisten und Pianisten Adolf Jensen.
Im Berliner Antisemitismusstreit engagierte sich der „Berliner Börsen-Courier“ gegen die antisemitische Bewegung.
George Davidsohns jüngerer Bruder Robert arbeitete eine Zeit lang als Redakteur beim „Berliner Börsen-Courier“; er hat später als Historiker vor allem durch seine vierbändige Geschichte von Florenz (1896 bis 1927) wissenschaftliche Anerkennung gefunden.
Davidsohn erwarb ein Gut im östlich von Berlin gelegenen Saarow.
Er gehörte von 1866 bis 1882 dem 1865 gegründeten „Verein für die Geschichte Berlins“ an.
George Davidsohn starb am 6. Februar 1897 im Alter von 61 Jahren in Berlin. Der von ihm begründete Berliner Börsen-Courier verlor durch das nationalsozialistische Schriftleitergesetz vom Oktober 1933 seine besten Mitarbeiter. Im Zuge der Gleichschaltung der Presse wurde der Berliner Börsen-Courier am 1. Januar 1934 mit der Berliner Börsen-Zeitung zusammengelegt, stellte also sein Erscheinen ein.